# آنا پرینا
آنا پرینا (انگلیسی: Anna Perenna) یک خدای قدیمی روم باستان الهه چرخ سال بود، همان‌طور که با نام (در سال) مشخص می‌شود.